# Schönau (Basse-Bavière)
Pour les articles homonymes, voir Schönau.
Schönau est une commune de Bavière (Allemagne), située dans l'arrondissement de Rottal-Inn, dans le district de Basse-Bavière.